# Gustav Kipsch
Paul Gustav Kipsch (* 28. Juni 1900 in Ziebingen; † 14. Oktober 1988 in Frankfurt (Oder)) war ein deutscher Politiker (KPD/SED). Er war Vorsitzender der Bezirksparteikontrollkommission Frankfurt (Oder) der SED.

## Leben
Kipsch erlernte den Beruf eines Müllers. Er gehörte 1928 in seiner Heimatgemeinde Ziebingen zu den Mitbegründern der Ortsgruppe der KPD und war deren Politleiter. Nach der „Machtergreifung“ der Nationalsozialisten beteiligte sich Kipsch in Frankfurt (Oder) am kommunistischen Widerstand und wurde in ein Konzentrationslager gesperrt.
1945 trat Kipsch wieder der KPD bei und wurde 1946 Mitglied der SED. Kipsch war nach 1945 zuerst Mitarbeiter des Rates der Stadt Frankfurt (Oder), dann Vorsitzender der Kreisparteikontrollkommission (KPKK) Frankfurt (Oder) der SED. Ab 1954 wirkte er als stellvertretender Vorsitzender der BPKK, am 28. Mai 1960 wurde er als Nachfolger von Rudolf Held zum Vorsitzenden der BPKK Frankfurt (Oder) gewählt. Dieses Amt hatte er bis 1966 inne. Anschließend war er noch einige Jahre einfaches Mitglied der BPKK. Er lebte zuletzt in Frankfurt (Oder).

## Auszeichnungen
- Vaterländischer Verdienstorden in Bronze (1958) und in Gold (1980)[7]
- Verdienstmedaille der DDR (1960)